# 현두

다양한 형태의 현두.

현두(舷頭, bow) 또는 이물, 뱃머리는 선박이나 보트 선체의 앞쪽 부분이다. 배가 항해할 때 일반적으로 가장 앞쪽에 있는 지점이다. 끝부분은 고물 또는 선미라 부른다.

## 기능
현두는 선체가 물을 효율적으로 통과할 수 있도록 설계되어야 한다. 현두의 모양은 배의 속도, 항해하는 바다 또는 수로, 선박의 기능에 따라 다르다. 해상 조건이 피칭을 촉진할 가능성이 있는 경우 현두가 예비 부력을 제공하는 경우 유용하다. 나팔 모양의 현두는 현두 위로 운반되는 물의 양을 줄이는데 이상적이다.
이상적으로 현두는 저항을 줄여야 하고 물이 규칙적으로 위로 씻겨 내려가는 것을 방지할 수 있을 만큼 충분히 높아야 한다. 내륙 수로에 있는 대형 상업용 바지선은 큰 파도를 거의 만나지 못하고 뱃머리의 건현이 현저하게 작을 수 있는 반면, 연안에서 운항하는 빠른 군함은 거친 바다에 대처할 수 있어야 한다. 유조선이나 바지선과 같은 저속 선박에서는 주어진 길이에 대해 선박의 부피를 최대화하기 위해 보다 완전한 뱃머리 모양이 사용된다. 현두는 쇄빙선 역할을 하도록 강화될 수 있다.

## 같이 보기
- 갑판
- 선박공학
- 현측
- 조선 (산업)
- 현측